# Bathythrix latifrons
Bathythrix latifrons là một loài tò vò trong họ Ichneumonidae.